# Skipper Dan
Skipper Dan è un singolo di "Weird Al" Yankovic estratto dall'EP Internet Leaks, ma sarà presente nel suo prossimo album in uscita nel 2010.
Il brano è nello stile dei Weezer.

## Significato
La canzone parla di un uomo che, sebbene abbia avuto una laurea in recitazione e sogni di diventare un attore, l'unico lavoro che ha trovato è come guida turistica al Jungle Cruise di Disneyland.

## Tracce
1. Skipper Dan – 4:01

## Il video
Venne fatto un video animato da Divya Srinivasan dove mostra tutto quello che Al dice nella canzone.